# کتی کاوادینی
کتی کاوادینی (انگلیسی: Cathy Cavadini؛ زادهٔ ۲۱ آوریل ۱۹۶۱) یک صدا پیشه و خواننده اهل ایالات متحده آمریکا است.

## گزیدهٔ آثار

### سینما
- خوش‌قدم (۲۰۰۶)
- لیلو و استیچ (۲۰۰۲)
- فاینال فانتزی: ارواح درون (۲۰۰۱)
- شیرشاه (۱۹۹۴)

### تلویزیون
- کلیولند شو (۲۰۱۳–۲۰۰۹)
- بن ۱۰ (۲۰۰۷)
- تایتان‌های نوجوان (۲۰۰۴)